# Brachypodius nieuwenhuisii
Brachypodius nieuwenhuisii é uma espécie de ave da família Pycnonotidae.
Pode ser encontrada nos seguintes países: Brunei e Indonésia.
Os seus habitats naturais são: florestas subtropicais ou tropicais húmidas de baixa altitude.